# Registro aeronautico nazionale
Il Registro aeronautico nazionale (noto anche con l'acronimo RAN) è un pubblico registro aeronautico italiano gestito dall'ENAC dove vengono trascritti i passaggi di proprietà, e iscritte le ipoteche e le dichiarazioni di esercenza.
Tale ente ha anche il compito di rilasciare i certificati di immatricolazione.

## Storia
Con R.D. n. 2163 del 9/06/1927 fu istituito il Registro italiano navale ed aeronautico ma in seguito al diffondersi delle attività aeronautiche il registro aeronautico assunse una sua indipendenza rispetto a quello navale: nacque il RAI, Registro aeronautico italiano.
Con l'istituzione dell'Ente nazionale per l'aviazione civile (ENAC) attraverso il Decreto Legislativo 25 luglio 1997, n. 250, a questo nuovo ente furono assegnate le funzioni amministrative e tecniche già attribuite al Registro aeronautico italiano. Da questo momento il registro aeronautico fu denominato RAN.
Oltre al Ran, l'Enac si occupa anche della gestione del Registro degli aeromobili in costruzione.